# پومیلیو گاما
پومیلیو گاما (به انگلیسی: Pomilio_Gamma) یک هواگرد ملخ‌پیشین تک‌موتوره از نوع هواپیمای جنگنده ساخت شرکت Pomilio است. هواگرد پومیلیو گاما نخستین پروازش را در ۱۹۱۸ میلادی انجام داد. در مجموع، تعداد ۲ فروند از این هواگرد ساخته شده‌است.